# Рыбинский листок
«Ры́бинский листо́к» — газета, выходившая в Ярославле со 2 мая по 24 июля 1864 года 3 раза в неделю. Всего было выпущено 36 номеров.

## История
Издавал и редактировал газету И. А. Жуков.
В 1863 году ему было разрешено издавать в Рыбинске небольшую газету «Рыбинский листок», которую издатель предназначал «не для богатых, которые ни в какой газете не нуждаются». Журналист стремился быть независимым судьей общества и мечтал восстать против вековой несправедливости, вырвать её с корнем.
Первая городская газета в Рыбинске вышла 2 мая 1864 года. Она печаталась в Ярославле. Жуков собирал биржевые цены, фельетоны, полемические заметки, повести, романы и отправлял пароходом в Ярославль Александру Михайловичу Скабичевскому. Скабичевский редактировал материалы, печатал их в типографии и отправлял тираж пароходом в Рыбинск. Цензором был рыбинский полицмейстер Марков.
Газета писала о необходимости благоустройства города, о слабом преподавании в училищах, о публичной библиотеке и театральных гастролях, о ярмарках и рыбном промысле, о рыбинских трактирщиках и скандалах на бирже, о бедняках и купеческих разгуляях. Давались цены на хлеб на рыбинской бирже, на водные грузовые и пассажирские перевозки, на поставку грузов, на работы лоцманов и крючников. Биржевые цены публиковались в правой колонке на первой полосе. «Творчество Жукова хоть и было безграмотно, но излагались заметки с юмором. В результате умелой редакторской правки газета получалось интересной, живой и актуальной. У нее были читатели не только в Рыбинске и Ярославле, но и в Санкт-Петербурге, Москве, Нижнем Новгороде».
Средства на издание газеты поначалу предоставлял богатый петербургский родственник Жукова, купец Андрей Жуков. Но, несмотря на все достоинства, газета расходилась плохо и приносила владельцу одни убытки.
Критика купечества стоила изданию жизни. В № 20 «Рыбинского листка», вышедшем 16 июля 1864 года, рассказывалось, как купечество и местное начальство встречало прибывшего в Рыбинск на пароходе «Смелый» главного управляющего путей сообщения и публичных работ. Жуков не упустил случая посмеяться над подобострастием купцов, которые, едва завидев на горизонте дымок того парохода, уже поснимали шапки и стояли с обнаженными головами все время, как пароход медленно приближался к Рыбинску. Заведующий губернской типографией Вадим Лествицын отправился к губернатору И. С. Унковскому с номером «Рыбинского листка» и объявил, что он не может выпустить из типографии газету с таким предосудительным глумлением над почтенным рыбинским купечеством. Губернатор велел уничтожить тираж. А Жуков был изгнан городским головой с рыбинской биржи.
Но Жуков сдаваться не собирался и продолжал печатать статьи с обличениями махинаций рыбинского купечества. В свою очередь рыбинские купцы послали просьбу министру внутренних дел о прекращении выпуска «Рыбинского листка». Просьба была удовлетворена. 24 июня 1864 года первая рыбинская газета закончила свое существование на 36-м номере. По одной версии, именно жалобы местных купцов положили конец этому обличительному изданию, по версии Скабичевского цензура была поводом, а причиной закрытия было плохое состояние финансов.